# Drymocichla
Genre
Drymocichla est un genre monotypique de passereaux de la famille des Cisticolidae. Il se trouve à l'état naturel en Afrique centrale.

## Liste des espèces
Selon la classification de référence du Congrès ornithologique international (version 8.1, 2018) :
- Drymocichla incana Hartlaub, 1881 — Prinia grise, Apalis grise, Camaroptère à ailes rousses, Cisticole pâle, Fauvette à ailes rousses, Fauvette grise à ailes rousses, Fauvette-roitelet à ailes rouges